# 野良アプリ
野良アプリ（のらアプリ）とは、アプリケーションソフトのうち、オペレーティングシステムの開発元や通信事業者などが提供する公式のアプリケーションストアから提供される以外のもの。サイドロードとも呼ばれる。携帯電話（フィーチャーフォン）アプリでは「勝手アプリ（かってアプリ）」と呼ばれていたが、スマートフォン普及以降は「野良アプリ」の表現も多く使われている。

## プラットフォームごとの「野良アプリ」

### Android
Androidを搭載したスマートフォンでは、セキュリティオプションで「提供元不明のアプリ」を有効にすることで、Google Play以外から提供される任意のアプリファイル（APKファイル）をインストールすることができる。Google Playから提供されるアプリは審査を通して掲載されているが、野良アプリには審査がなく、マルウェアや個人情報の流出など、悪意のあるコードが含まれているものが多いとされる。
2015年には、Amazon.comが自社通販サイト用のAndroidアプリをGoogle Playから自社提供のアプリに変更し、いわゆる勝手アプリ（野良アプリ）として公開した。
2018年には、人気ゲーム「フォートナイト」の配信元であるEpic Gamesが、Google Playを用いず、「野良アプリ」として配信することを発表した。Google Playによる配信では、売上の30%をグーグルに支払う必要があるのを嫌ってのこととされる。
2021年には、Androidの人気野良アプリストア「APKPure」の公式アプリにアドウェアが含まれていたことが発覚し、当該バージョンの公開が打ち切られた。

### iOS
iOSの場合、原則としてアプリはApp Storeから入手する必要があり（カスタムB2Bなど、特定の顧客向けに開発されたアプリなどの例外はある）、「野良アプリ」を利用するためにはJailbreak（脱獄）と呼ばれる操作が必要となるが、これにはセキュリティ上の大きな懸念が生じる。そのため、脱獄不要で野良アプリをインストールする方法がたびたび考えられており、iOS向けの開発環境であるXcodeを用いて、開発中のアプリとして野良アプリを実行する方法や、非公式のアプリストアである「AltStore」などが知られている。

### iモード
NTTドコモの携帯電話でのインターネット接続サービスであったiモードでは、2001年からアプリ実行環境としてiアプリが提供されていた。2001年発売の503iシリーズでiアプリの実行環境が搭載され、iアプリ上で動作するJavaアプリケーションが開発されるようになった。2004年に開催されたJava Technology Conference 2004において、当時NTTドコモのiモード部長であった夏野剛は「iモードやiアプリには勝手サイトや勝手アプリが登場した」といわゆる「勝手アプリ」に言及している。
2010年には、Android等で提供されていた「ドコモマーケット」のiモード版を提供し、これまで勝手アプリとして配信するしかなかったiアプリを、ドコモマーケットの公式アプリとして配信できる仕組みを整えていくと発表した。

### BREW
au携帯電話のアプリ実行環境であったBREWでは、2001年の開発当初はBREWアプリは通信事業者であるKDDIの承認を得たアプリのみが配信され、いわゆる「勝手アプリ」は配信できなかった。2003年にクアルコムジャパンのビジネス開発担当部長であった野崎孝幸は、勝手アプリの配信については否定的な見解を示していた。
その後2007年にauから「オープンアプリプレーヤー」搭載機種が発売され、KDDIの承認を得ないアプリの配信が可能になっている。